# Yúliya Portunova
Yúliya Alexándrovna Portunova –en ruso, Юлия Александровна Портунова– (Kaliningrado, 4 de mayo de 1994) es una deportista rusa que compite en curling.
Ganó dos medallas en el Campeonato Mundial de Curling, en los años 2018 y 2021, y una medalla de oro en el Campeonato Europeo de Curling Femenino de 2016.

## Palmarés internacional
| Campeonato Mundial | Campeonato Mundial    | Campeonato Mundial | Campeonato Mundial |
| Año                | Lugar                 | Medalla            | Prueba             |
| ------------------ | --------------------- | ------------------ | ------------------ |
| 2018               | North Bay (Canadá)    | Medalla de bronce  | Equipo             |
| 2021               | Calgary (Canadá)      | Medalla de plata   | Equipo             |
| Campeonato Europeo |                       |                    |                    |
| Año                | Lugar                 | Medalla            | Prueba             |
| 2016               | Renfrew (Reino Unido) | Medalla de oro     | Equipo             |